# Il signor Bruschino
Il signor Bruschino, ossia Il figlio per azzardo (em português O senhor Bruschino) é uma farsa italiana em um ato de Gioachino Rossini que teve a estreia no Teatro San Moisè de Veneza no final de janeiro de 1813.

## História
O libreto, chamado de farsa lúdica num ato, é de Giuseppe Maria Foppa, que já havia escrito L'inganno felice e La scala di seta para Rossini e é extraído da comédia Le fils par hasard, ou Ruse et folie (1809) de Alissan de Chazet e Maurice Ourry.
A obra pertence ao grupo de cinco farsas que Rossini escreveu para o Teatro San Moisè de Veneza (as outras, além das duas mencionadas acima, são La cambiale di matrimonio e L'opportunità fa il ladro).
Il sgnor Bruschino subiu ao palco em 27 de janeiro de 1813 com um fiasco, e foi imediatamente substituído por Ser Marcantonio de Stefano Pavesi. A ópera foi rapresentada no século XIX apenas uma vez na Itália, em 2 de junho de 1844 no Teatro della Canobbiana em Milão e em 28 de dezembro de 1857 no Théâtre des Bouffes-Parisiens em Paris como Monsieur Brusquino, dirigido por Jacques Offenbach, seguido por esporádicos instalações no século XX.
Em 1932, a primeira nos Estados Unidos ocorreu no Metropolitan Opera House de Nova York, dirigida por Tullio Serafin com Ezio Pinza e Giuseppe De Luca.
A sinfonia da ópera, por outro lado, é tocada com frequência e é conhecida pelo efeito que Rossini exigia que os segundos violinos batessem com os arcos ritmicamente no estante de musica.

## Sinopse
O jovem Florville está apaixonado, correspondido, por Sofia, aluna do velho Gaudenzio: o velho mestre, porém, destinou Sofia em casamento ao filho de um tal senhor Bruschino. Florville e Sofia planejam para impedir o casamento com Bruschino Junior e poder-se casr eles mesmos. Florville, sabendo que Bruschino Junior está detido numa pousada, por ser devedor inadimplente, fingindo ser primo dele paga ao gerente Filiberto para poder substituir-se ao noivo (de quem ninguém conhece o rosto): o gerente aceita e entrega-lhe a carta de apresentação do filho de Bruschino. Em seguida, com a cumplicidade da empregada Marianna, manda uma carta para Gaudenzio (assinandose Bruschino pai) na qual pede que o filho de Bruschino seja preso e detido para que seja redimido de sua conduta.
Gaudenzio fica surpreso em ver o jovem arrependido por sua conduta, e então fica escandalizado quando o pai de Bruschino, que chegou ao seu castelo após ouvir as últimas notícias sobre seu filho, não reconhece o jovem. Bruschino pai, sem saber do engano, declara que este não é seu filho, e Gaudenzio, furioso, acusa-o de ser muito severo com o jovem.
O velho guardião também convence Sofia a interceder junto ao pai pelo filho, mas sem sucesso. Bruschino pai continua a ser objecto de indignação de todos, quando o delegado da polícia confirma (através da carta que Florville recebeu de Filiberto) a identidade de Bruschino Junior, e o próprio Filiberto dirige-se ao jovem com o nome de Bruschino.
Porém, o próprio Filiberto fala involunariamente com Bruschino pai da dívida do filho na pousada: o pai então, ouvindo a história do gerente, entende tudo, mas decide não revelar nada para Gaudenzio sobre a identidade do filho Bruschino-Florville (que è filho de um senador inimigo de Gaudenzio). O pai de Bruschino então "reconhece" o filho, e a união com Sofia também é abençoada por Gaudenzio: e, justamente, nesse momento Filiberto volta com o filho verdadeiro de Bruschino. A verdade então revela-se, e Gaudenzio não tem escolha que engolir o pedaço amargo e perdoar o casal de namorados. 

## Personagens
| Gaudenzio        | Baixo        |
| Sofia            | Soprano      |
| Bruschino pai    | Baixo        |
| Bruischino filho | Tenor        |
| Florville        | Tenor        |
| Filiberto        | Baixo        |
| Marianna         | Mezzosoprano |

## Musica
A ópera é escrita para uma pequena orquestra: flauta, dois oboés, trompa inglesa, dois clarinetes, fagote, duas trompas, cordas e baixo contínuo para os recitativos.
A peça mais conhecido da ópera é a abertura, que causou escândalo durante a estreia, pois as duas partes do violino tiveram que bater nas cordas com o arco. Este efeito de percussão, que se encontra ao longo da abertura, nao foi entendido na sua época e considerado superficial.
Il Signor Bruschino entende um recorte típico, com árias e recitativos alternados, mas já encontramos aí a sensibilidade romântica de um Bellini ou de um Donizetti com passagens como a cavatina de Florville ou seu dueto com sua amada.